# Stane Žagar
Stane (Stanko) Žagar, slovenski partizan, učitelj in narodni heroj, * 19. februar 1896, Žaga pri Bovcu, † 27. marec 1942, Mali rovt nad Crngrobom.

## Življenje
Žagar je bil po maturi na učiteljišču v Gorici vpoklican v vojsko. Po koncu prve svetovne vojne se je udeležil bojev za Koroško. Z ženo Pepco, roj. Mikluš, sta imela pet otrok, med njimi tudi znano aktivistko SKOJ-a in OF ter borko NOB Nado Žagar. Po izstopu iz vojske je učiteljeval v raznih krajih. Najprej v Žrelcu blizu Celovca, nato v Leskovcu pri Krškem in Gorjah, ter od 1922 do 1940 v Srednji Dobravi. Žagarja je odlikovala velika pedagoška razgledanost in široko pedagoško delovanje. Pod vplivom ruskega pedagoga P. P. Blonskega, katerega del razprave Delovna šola je tudi prevedel, je uvajal zasnove delovne šole in v njej povezoval pouk z življenjem okolja. Ustanovil je kmetijsko šolo, organiziral mnoge oblike samoizobraževanja in tečaje (gospodinjstvo, esperanto) ter spodbujal gospodarski, kulturni in družbeni napredek.
Žagar, ki je postal član KPJ 1931, je leta 1936 sodeloval pri organiziranju stavke tekstilnih delavcev v Kranju, nato pri ustanovitvi tekstilne zadruge na Otočah. Po letu 1937 je kot član CK KPS usmerjal delovanje organizacij KP na Gorenjskem. Njegovi politični nasprotniki so dosegli, da je bil 1940 odpuščen iz učiteljske službe.
Po okupaciji 1941 se je pred aretacijo gestapa umaknil v Ljubljano in tu deloval kot član glavnega štaba NOV in POS. Njegovi ilegalni imeni sta bili Šomošter in Gornik. Odgovoren je bil za razvoj NOG na Gorenjskem. Julija 1941 je na Gorenjskem vodil priprave na oboroženo vstajo ter skupaj z Gregorčičem vodil vojaške akcije proti nemškim okupatorjem in preprečeval nasilno izseljevanje prebivalstva. Delal je tudi v pokrajinskem vodstvu OF in KPS; z njimi je prezimil pri Selški četi, 27. marca 1942 so bili zaradi izdaje na Malem rovtu (711 mnm) nad Crngrobom obkoljeni in pri preboju je s 14 soborci padel tudi Žagar.
Ob obletnici njegove smrti so od 1966 do 1990 podeljevali najboljšim slovenskim pedagogom po njem imenovane Žagarjeve nagrade, po njem so se imenovali vojašnica v Kranju, dve šoli (v Kranju in v Lipnici), mladinski počitniški dom v Bohinju, pionirski odredi, učiteljski pevski zbor in pevski zbor v Kropi in ulice v Kranju, Ljubečni, Leskovcu, Radovljici, Tolminu in Celju.